# La Chaloupe Saint-Leu
Ne doit pas être confondu avec La Grande Chaloupe.
La Chaloupe Saint-Leu, ou simplement La Chaloupe, est un lieu-dit de l'île de La Réunion, département d'outre-mer français dans le sud-ouest de l'océan Indien. Il constitue un quartier de la commune de Saint-Leu au nord-est de son centre-ville. Le code postal 97416, différent de celui de Saint-Leu, lui est attribué. Ce quartier est établi en relief. Il est principalement relié aux bas, c'est-à-dire au Centre-ville de Saint-Leu, par la route des Colimaçons